# Альбурнус Майорські копальні (Рошія-Монтане)
Альбурнус Майорські копальні (лат. Alburnus Maior) — мережа значних римських копалень, що знаходяться в сучасній Рошія-Монтане на які середньовічні та сучасні гірничі роботи суттєво не вплинули.
В Рошія-Монтане розташовувалися одні з перших доісторичних виробок. Вздовж долини Ампої [Архівовано 20 січня 2017 у Wayback Machine.] існував «Золотий коридор», який з'єднував трансільванські металеві руди з різними культурними регіонами (Нижній Дунай, узбережжя Адріатичного моря та північна Греція).
Завдяки багатим природним ресурсам, таким як родовища міді, золота та срібла, регіон Трансільванії є одним з найбільших територій Центральної та Південно-Східної Європи, де відбулися деякі з головних досягнень у розвитку стародавнього гірництва. «Золотий чотирикутник» в горах Апусені був одним з основних виробників золота в Європі.

## Дакійський період

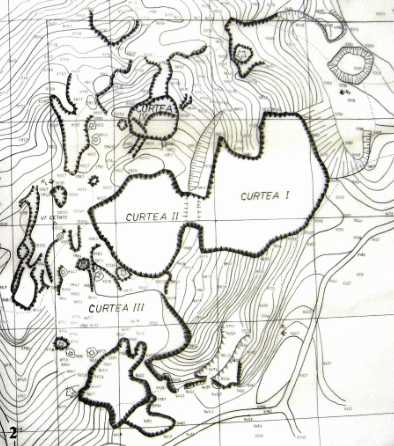
Карта масиву «Cetate», 1970 рік

У геологічній та мінералогічній літературі 19-го і 20-го століття є багато згадок про давню гірничу діяльність у регіоні Рошія-Монте. Вони стосуються як відкритих, так і підземних рудників, особлива увага приділяється знаменитому «Cetate» — вулканічний дацитовий масив, де до 1970 р. було видно вражаючі римські та, ймовірно, доримські відкриті розробки.
На мапі, накресленій Ф. Посепним у 19 ст., не так багато деталей, але більш точна карта (1:500) була складена в 1970 р., до повного знищення цієї пам'ятки новим розрізом.
У 2000—2001 рр. французько-румунська команда під керівництвом Б. Коуе провела систематичне дослідження в районі масиву «Четате». Обстеження та дрібномасштабні розкопки, проведені командою Б. Коуе в північно-західній зоні під назвою «Зевс» колишнього масиву «Четате», відкрили давні гірські виробки, такі як великі вертикальні виробки, вирізані з самої поверхні, штреки та розвідувальні галереї. Згідно з результатами радіовуглецевого датування і зважаючи на різні артефакти, більшість з них датується 2 століттям нашої ери, хоча в цьому районі також була запроваджена ще більш рання гірничодобувна діяльність (1 століття н. е., дакійський час).
Інші два місця видобутку: «Тарина» та «Карнік», налічували кілька етапів підземних гірничих робіт на цій території, починаючи з дакійського періоду і переходячи до римського. Відкриття дакійських золотих браслетів суттєво змінило погляди не тільки на використання дорогоцінних металів в доримській Дакії, але й на походження даного металу.

## Римський період
Римський видобуток корисних копалин у районі Рошія-Монтане був не чим іншим, як реорганізацією та розширенням за рахунок вдосконаленої технології попередніх гірничих робіт.
Велика кількість золота в Дакійській місцевості, безумовно, була однією з головних причин двох великих військових експедицій римлян на початку 2 століття нашої ери. Загальний видобуток золота в районі Рошія-Монтане оцінювався приблизно в 1500—2000 тонн з найдавніших часів до сьогодення.
Після того, як провінція Дакія була інтегрована до складу Римської імперії, в районі «Aurariae Dacicae» було організовано величезну гірничодобувну діяльність. Золоті копальні, які колись були монополією дакійських царів, стали монополією римських імператорів, які керували ними на умовах оренди через величезну бюрократію наглядачів, реєстраторів, бухгалтерів тощо. Найважливіші золоті копальні були в Альбурнус Майор (сьогодні Рошія-Монтане). Ще за часів Траяна існувало кілька племен досвідчених шахтарів: пірусти, баридусти, сардеати, анси та маніоти — що були залучені для роботи на шахтах.
Наразі, лише в південно-західній частині масиву Карнік виявлено понад 4 км лінійних римських гірничих робіт, що мають 98 м вертикального розвитку та площу 13600 метрів квадратних.

### Методи видобутку
Методи, які використовувалися для видобутку золота в Рошія-Монтане, є набагато більш вражаючими, ніж гідравлічний вид видобутку, який відомий з римських копалень на Піренейському півострові. Підземні римські роботи зазвичай мають дуже хорошу якість і систематично представляють трапецієподібні ділянки.

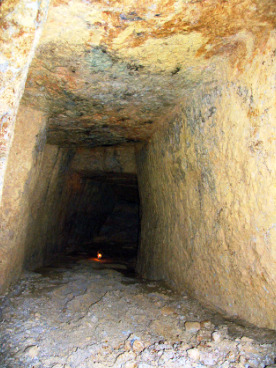
Рошія-Монтане: стародавній дрейф типового трапецієвидного перерізу в масиві Карнік

Різні стародавні гірничі промисли включають галереї, схили донизу, вузькі вертикальні споруди, похилі або ступеневі упори та камери зі стовпами. У Альбурнус Майор золото видобувалося у величезній мірі, і римляни не шкодували зусиль, щоб створити складну дренажну систему в шахтах. Доказами цього слугують колеса, знайдені на глибинах до 60 м.

### Адміністративний контроль
Адміністративну відповідальність за всі золоті копальні в Дакії покладали на імператорського чиновника, procurator aurariarum, який мав свою штаб-квартиру в Ампелумі [Архівовано 10 квітня 2022 у Wayback Machine.] (сьогодні Златна).
Місто охороняли війська, які належали Numerus Maurorum Hispanorum. Найцікавіші подробиці римського видобутку та організації під наглядом аурарію прокуратора розкривають знамениті воскові таблички з латинськими написами, знайдені в 18-19 ст. в середині стародавніх копалень. Вони датуються 131—167 роками. Їх тематика різноманітна: договори купівлі-продажу, оренди шахт, квитанції про погашення позики, тощо. Хоча воскові таблички зупиняються датуванням 167 року, написи все ще продовжуються і доводять, що шахти все ще працювали, хоча видобуток зменшився. Останні свідчення про експлуатацію копалень римлянами датуються 215 р. н. е.

### Транспортування
Коли золото вироблялося та експортувалося у таких великих масштабах, повністю функціональна та проста система зв'язку була важливою. Кожного разу, коли виробництво металу перевищувало місцеві чи регіональні масштаби, гірничі громади змушені були кооперуватися в міжрегіональні мережі зв'язку та обміну. У стародавніх джерелах не знайдено жодних даних про римську дорогу, яка з'єднувала Апулум (сьогодні Алба-Юлія) та Альбурнус Майор. Проте більшість дослідників стверджують про існування римської дороги вздовж долини Ампої [Архівовано 20 січня 2017 у Wayback Machine.] між Апулумом і Ампелумом [Архівовано 10 квітня 2022 у Wayback Machine.].